# میکرواسکنر
میکرواسکنر یا آینه میکرو اسکن، یک سیستم میکرواپتو الکترومکانیکی (MOEMS) در دسته محرک‌های میکروآینه‌ای برای مدوله سازی نور دینامیکی است. بسته به نوع میکرواسکنر، حرکت تعدیل‌کننده (مدولاسیون) آینه می‌تواند به صورت انتقالی یا چرخشی، بر روی یک یا دو محور باشد. در حالت اول، اثر اختلاف فاز رخ می‌دهد. در حالت دوم، موج نور فرودی منحرف می‌شود.

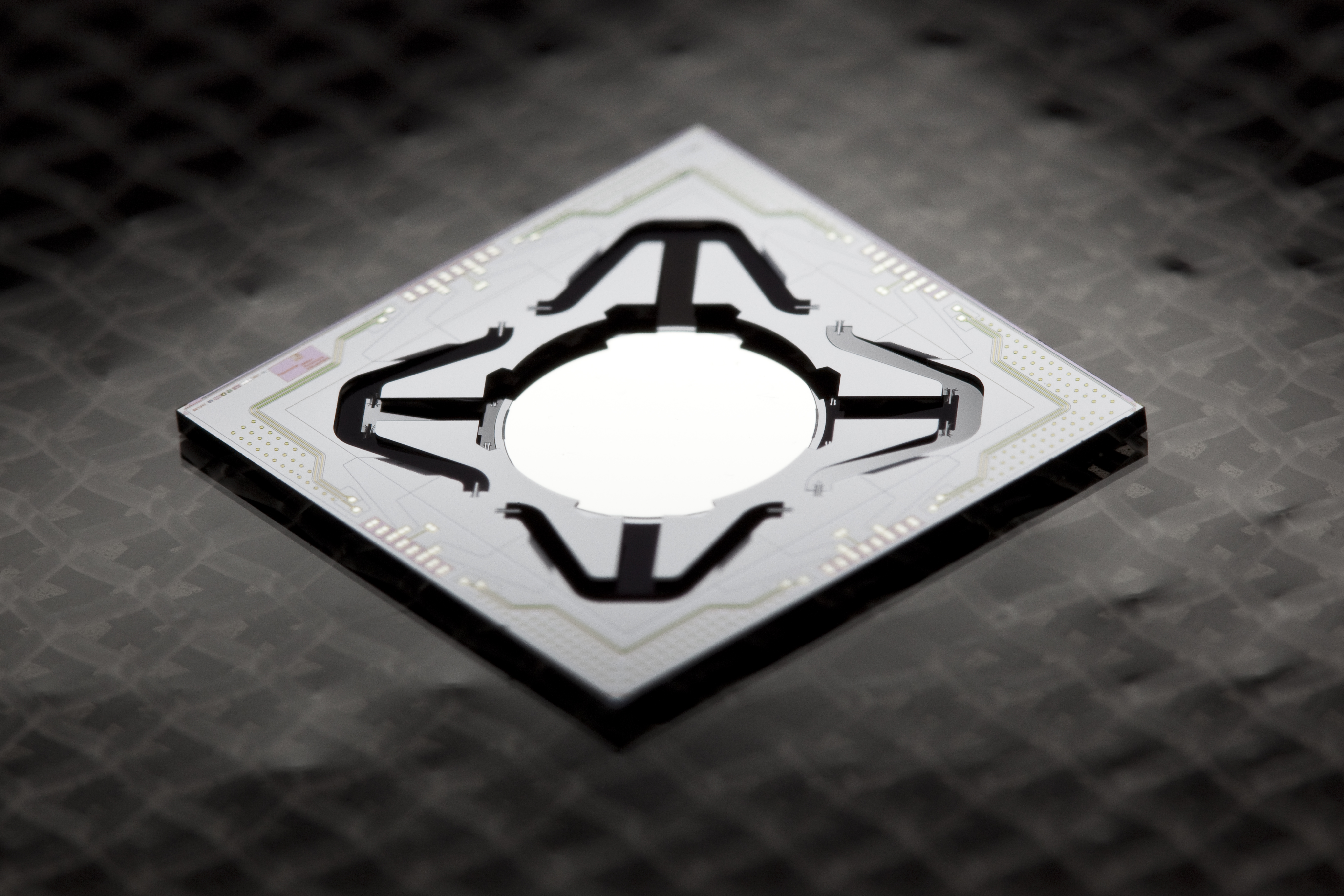
آینه انتقالی رزونانسی در طراحی پانتوگراف با انحراف۵۰۰ ± میکرومتر

میکرواسکنرها با مدولاتورهای فضایی نوری و سایر محرک‌های میکروآینه‌ای که به آرایه ای از آینه‌های قابل ارجاع جداگانه نیاز دارند تا مدولاسیون مورد نظر را در هر بازدهی انجام دهند، متفاوت اند. اگر یک تک آرایه از آینه، مدولاسیون مورد نظر را انجام داده اما موازی با سایر آرایه‌ها برای افزایش بازده نور عمل کند، از اصطلاح آرایه میکرواسکنر استفاده می‌شود.

## مشخصات
ابعاد معمول تراشه ۴میلی‌متر×۵میلی‌متر، برای قطر آینه بین ۱ تا ۳میلی‌متر می‌باشد. دهانه‌های بزرگتر آینه با اندازه‌های جانبی تا حدود ۱۰میلی‌متر×۳میلی‌متر نیز قابل تولید است. فرکانس‌های اسکن به طراحی و اندازه آینه بستگی داشته و در بازه ۰٫۱ تا ۵۰ کیلوهرتز قرار دارد. حرکت منحرف کننده می‌تواند رزونانسی، یا شبه-استاتیک باشد. با میکرواسکنرهایی که قادر به حرکت عمودگرد هستند، می‌توان نور را روی یک صفحه نمایش هدایت کرد.
بسیاری از کاربردها مستلزم آن هستند که به جای تنها یک خط، به یک سطح اشاره شود. برای این کاربردها، فرایند تحریک با استفاده از الگوی Lissajous، می‌تواند حرکت اسکن سینوسی یا عملیات رزونانسی دوگانه را انجام دهد. زوایای انحراف مکانیکی دستگاه‌های اسکن، تا ۳۰± میکرو درجه می‌رسد. میکرواسکنرهای انتقالی (نوع پیستونی)، می‌توانند ضربه مکانیکی (جایجایی پیستون) تا بیشتر از حدود ۵۰۰± میکرومتر ایجاد کنند. این تنظیمات از نظر انرژی به صرفه است، اما به کنترل الکتریکی پیچیده نیاز دارد. برای کاربردهای نمایشگر سطح بالا، انتخاب رایج اسکن شطرنجی است، که در آن یک اسکنر روزنانسی (برای نمایش با بعد طولانی‌تر) به همراه یک اسکنر شبه-استاتیک (برای ابعاد کوتاه‌تر) جفت می‌شود.

## اصول محرک
نیروهای هدایتی مورد نیاز برای حرکت آینه را می‌توان با اصول فیزیکی مختلف تأمین کرد. در عمل، اصول مربوط به هدایت چنین آینه ای اثرات الکترومغناطیسی، الکترواستاتیک، ترموالکتریک و پیزوالکتریک است. از آنجا که این اصول فیزیکی مزایا و معایب متفاوتی دارند، اصل عملکردی با توجه به کاربرد انتخاب می‌شود. به‌طور خاص، راه حل‌های مکانیکی مورد نیاز برای اسکن رزونانسی با اسکن شبه-استاتیک بسیار تفاوت دارد. محرک‌های ترموالکتریک برای اسکنرهای تشدید فرکانس بالا قابل استفاده نیستند، اما سه اصل دیگر را می‌توان در طیف کاملی از کاربردها به کار برد.
برای اسکنرهای رزونانسی، یکی از تنظیماتی که اغلب استفاده می‌شود، عملکرد غیر مستقیم است. در عملکرد غیر مستقیم، یک حرکت کوچک در یک جرم بزرگتر، با یک حرکت بزرگ در یک جرم کوچکتر (آینه) از طریق تقویت مکانیکی در یک حالت شکلی مطلوب همراه می‌شود. این کار، برخلاف هدایت کننده مستقیم رایج تر است که در آن مکانیزم محرک، آینه را مستقیماً حرکت می‌دهد. عملکردهای غیر مستقیم بر روی محرک‌های الکترومغناطیسی، الکترواستاتیکی، و همچنین پیزوالکتریک اجرا شده‌اند. اسکنرهای پیزوالکتریک موجود با استفاده از عملکرد مستقیم کارآمدتر هستند.
محرک‌های الکترواستاتیکیف توان بالایی مشابه عملکردهای الکترومغناطیسی ارائه می‌دهند. برخلاف عملکردهای الکترومغناطیسی، نیروی محرکه حاصله بین ساختارهای محرک نمی‌تواند در قطبیت معکوس شود. برای تحقق مولفه‌های شبه-استاتیک با جهت مؤثر مثبت و منفی، دو هدایت کننده، با قطب مثبت و منفی مورد نیاز است. به عنوان یک قاعده کلی، هدایت کننده‌ها با دندانه عمودی در اینجا مورد استفاده قرار می‌گیرند. با این وجود، ویژگی‌های غیر خطی بالای محرک در برخی از قسمت‌های ناحیه انحراف می‌تواند مانعی برای کنترل صحیح آینه باشد. به همین دلیل، امروزه تعداد زیادی از میکرواسکنرهایِ بسیار توسعه یافته، از حالت رزونانسی استفاده می‌کنند که در آن، مد ویژه فعال می‌شود. عملکرد رزونانسی، بیشترین بازده انرژی را دارد. برای تعیین موقعیت پرتو و کاربردهایی که قرار است توسط استاتیک فعال شوند یا اسکن-خطی شده شوند، درایوهای شبه-استاتیک مورد نیاز هستند و بنابراین بسیار مورد توجه هستند.
محرک‌های مغناطیسی، خطی سازی بسیار خوبی از زاویه انحراف در حرکت عمودگرد (تیلت) در مقابل دامنه سیگنال اعمال شده، هم در عملکرد استاتیکی و هم در عملکرد دینامیکیایجاد می‌کنند. اصول کار، این است که یک سیم پیچ فلزی روی آینه MEMS متحرک قرار گرفته و زمانی که آینه، در میدان مغناطیسی قرار می‌گیرد، جریان متناوب در سیم پیچ، نیروی لورنتس ایجاد می‌کند. این نیرو، آینه را زاویه‌دار وکرده و حرکت عمود گرد (تیلت) ایجاد می‌کند. از محرک مغناطیسی می‌توان برای فعال کردن آینه‌های MEMS یک بعدی یا دو بعدی استفاده کرد. یکی دیگر از ویژگی‌های آینه MEMS که به صورت مغناطیسی فعال می‌شود، نیاز آن به ولتاژ پایین است (زیر ۵ ولت) که باعث می‌شود این فعال سازی با ولتاژ استاندارد CMOS سازگار باشد. یکی از مزیت‌های این نوع فرایند تحریکی این استکه رفتار MEMS بر خلاف آینه‌های MEMS فعال الکترواستاتیکی، پسماند ایجاد نمی‌کند. این موضوع هدایت آن را بسیار ساده می‌کند. مصرف برق آینه‌های MEMS که به صورت مغناطیسی فعال می‌شوند می‌تواند تا حتی به اندازهٔ ۰٫۰۴ میلی وات، پایین باشد.
عملکردهای ترموالکتریکی، نیروی محرکه بالایی تولید می‌کنند، اما دارای چند ایراد فنی، مربوط به اصول بنیادی خود هستند. محرک باید از نظر حرارتی به خوبی از محیط عایق شده و همچنین برای جلوگیری از رانش حرارتی (تغییرات ناگهانی به دلیل اختلاف دما) ناشی از تأثیرات محیطی، از قبل گرم شود. به همین دلیل است که حرارت خروجی و توان مصرفی لازم برای یک محرک بایمورف حرارتی، نسبتاً زیاد است. یکی دیگر از معایب، جابجایی نسبتاً کم است که برای رسیدن به انحرافات مکانیکی قابل استفاده، باید از آن استفاده کرد. همچنین محرک‌های حرارتی به دلیل رفتار پایین گذر قابل توجه، برای عملیات فرکانس بالا مناسب نیستند.
عملکردهای پیزوالکتریک نیروی زیادی تولید می‌کنند، اما مانند محرک‌های ترموالکتریک، طول پیمایش شده توسط آن‌ها (انتقال پیستونی) کوتاه است. با این حال، این عملکردها به کمتر به تأثیرات دمایی محیطی حساس هستند و می‌توانند سیگنال‌های عملکردی با فرکانس بالا را به خوبی منتقل کنند. برای دستیابی به زاویه مطلوب، مکانیزمی با استفاده از تقویت مکانیکی برای اکثر کاربردها مورد نیاز است. ثابت شده‌است که این کار برای اسکنرهای شبه- استاتیک دشوار است، اگرچه رویکردهای امیدوارکننده‌ای در بدنه تحقیقات وجود دارد که از خمش‌های پرپیچ و خم طولانی برای تقویت انحراف استفاده می‌کنند. از سوی دیگر، برای اسکنرهای چرخشی رزونانسی، اسکنرهایی که از محرک پیزوالکتریک همراه با یک عملکرد غیرمستقیم استفاده می‌کنند، بالاترین بازدهی را از نظر زاویه اسکن و فرکانس دارند. با این حال، این فناوری جدیدتر از عملکردهای الکترواستاتیکی و الکترومغناطیسی است و نیز، همچنان در محصولات تجاری پیاده‌سازی می‌شود.

## زمینه‌های کاربرد
|  |  |  |

کاربردهای میکرواسکنرهای با حرکت عمودگرد (تیلت) بسیار زیاد است و عبارتند از:
- نمایشگرهای تصویری (ویدیو پروجکتور)[۲][۱۰][۱۱]
- ضبط تصویر، به عنوان مثال برای آندوسکوپ‌های فنی و پزشکی[۳]
- اسکن بارکد[۱۲]
- طیف‌سنجی
- حکاکی با لیزری و پردازش مواد
- اندازه‌گیری اشا / مثلث سازی[۱]
- دوربین‌های سه بعدی
- تشخیص اشیا
- شبکه نور ۱ بعدی و ۲ بعدی
- میکروسکوپ کانفوکال / OCT
- میکروسکوپ فلورسانس
- مدولاسیون طول موج لیزری

برخی از کاربردهای میکرواسکنرهای پیستونی عبارتند از:
- طیف‌سنج مادون قرمز تبدیل فوریه
- میکروسکوپ کانفوکال
- تنوع در دقت

## ساخت
|  |  |

میکرواسکنرها معمولاً با فرآیندهای ریزماشین‌کاری سطحی یا توده ای ساخته می‌شوند. به عنوان یک قاعده، از سیلیکون یا BSOI (سیلیکون پیوندی روی عایق) استفاده می‌شود.

## مزایا و معایب میکرواسکنرها
میکرواسکنرها در مقایسه با تعدیل کننده‌های (مدولاتو) نور ماکروسکوپی مانند اسکنرهای گالوانومتر، کوچکتر هستند، جرم کمتری دارند و انرژی کمتری مصرف می‌کنند. علاوه بر این، میکرواسکنرها را می‌توان با سایر اجزای الکترونیکی مانند حسگرهای موقعیت، هماهنگ و یکپارچه کرد. میکرواسکنرها در برابر تأثیرات محیطی مقاوم هستند و می‌توانند رطوبت، گرد و غبار، شوک‌های فیزیکی را (در برخی مدل‌ها تا 2500g) تحمل کنند، همچنین می‌توانند در دماهای ۲۰-درجه سانتی گراد تا ۸۰+درجه سانتی گراد کارایی داشته باشند.
با تکنولوژی ساخت فعلی، میکرواسکنرها می‌توانند منجر به هزینه‌های بالا و زمان طولانی تحویل بشوند. این یک حوزه فعال، در بهبود فرایند است